# Antônio Pontes
Antônio Cordeiro Pontes (Amapá, 21 de março de 1937 – Brasília, 27 de abril de 2001) foi um administrador e político brasileiro que foi deputado federal pelo Amapá.

## Dados biográficos
Filho de Francisco Benício Campos e Joana Cordeiro Pontes. Diplomado em 1956 pela Escola Industrial de Macapá, foi professor de mecânica de máquinas do ensino industrial básico e em 1963 concluiu o Bacharelado em Administração Pública pela Fundação Getulio Vargas. Assessor contábil do Território Federal do Amapá no governo de Pauxy Gentil Nunes, depois foi coordenador da Divisão de Educação do Amapá, diretor do ensino médio e diretor do Ginásio Estadual de Macapá.
Eleito deputado federal pelo MDB em 1970, 1974 e 1978, optou pelo PDS após o fim do bipartidarismo e conquistou um novo mandato em 1982. Ausente na votação da Emenda Dante de Oliveira em 1984, foi o único parlamentar amapaense a votar em Tancredo Neves no Colégio Eleitoral em 1985. Com a Nova República esteve entre os fundadores nacionais do PFL, não se reelegeu em 1986 e perdeu a eleição para prefeito de Macapá pelo PDC em 1988. Derrotado como candidato a deputado estadual via PSD em 1990, a seguir tornou-se presidente da Cooperação Brasil-Itália (Cobi) em Brasília (1991-1993) e coordenador da Região Norte do Movimento Familiar Cristão em 1996, ingressando no PMDB no ano seguinte.
Em sua homenagem, o Ginásio Estadual do Amapá foi renomeado "Escola Estadual Antônio Cordeiro Pontes".